# 皱萼蒲桃
皱萼蒲桃（学名：Syzygium rysopodum）为桃金娘科蒲桃属的植物，是中国的特有植物。分布在中国大陆的海南等地，一般生于南部中海拔山地森林中，目前尚未由人工引种栽培。